# Lady Melusine
Lady Melusine ist ein Schauerroman, den Eufemia von Adlersfeld-Ballestrem 1878 (spätestens Februar) beim Berliner Verlag Decker veröffentlicht hat. Nach zwei Erzählbänden war Lady Melusine ihr erster Roman.
Das Werk, eine freie Bearbeitung des Melusinenstoffes, erzählt die Geschichte der jungen schottischen Adligen Lady Melusine Holwell, die nach einer heimlichen Verlobung mit einem geliebten Mann, auf den sie aber nicht warten mag, aus Konvenienzgründen einen anderen heiratet, den sie, um für den Jugendgeliebten doch wieder frei zu werden, umbringt. Nachdem sie – anfangs mit Erfolg – auch die Braut ihres Stiefsohnes aus dem Wege zu räumen versucht, werden ihre Verbrechen und Intrigen schließlich aufgedeckt. Melusine muss einen schweren Bußgang antreten.

## Handlung
Ort der Handlung ist zunächst der fiktive Adelssitz Hereford House etwas außerhalb London, die Zeit die späten 1860er Jahre. Herr von Hereford House ist Sir Ralph, ein Witwer, dessen Sohn Frederik gerade aus Indien zurückgekehrt ist, wo er als Offizier stationiert war. Ein weiteres Mitglied des Haushaltes ist das 16-jährige Findelkind Mary-Rose Trouvée, das Sir Ralph trotz seiner unbekannten Herkunft wie ein eigenes Kind hat erziehen lassen. Mary-Rose und Frederik lieben sich.
Heiraten können sie vorerst aber noch nicht, denn die Herefords sind bettelarm. Auch eine kleine Erbschaft, die Sir Ralph nach dem Tode seines schottischen Verwandten Sir Robert Carr-Holwell zufällt, ändert daran nicht viel. Mit der Erbschaft übernimmt Sir Ralph auch Verantwortung für Sir Roberts Tochter, Melusine Holwell, die sein Mündel wird. Bald gerät er ganz in den Bann der dämonischen Schönheit der jungen Frau und heiratet sie. Dass Melusine ihn nur wegen seines vermeintlichen Reichtums genommen hat, offenbart sich erst, als ein Bekannter, Herzog Charles Carlyle von Hastings, genannt „Charley“, die Herefords zur Jagd einlädt. Wie die Leser erst später erfahren werden, waren Melusine und Charley zuvor heimlich verlobt gewesen. Charley war als Offizier jedoch nach Indien abberufen worden und Melusine hätte auf ihn warten sollen, hat, da ihr auch das Geld ausging, aber die Geduld verloren und Sir Ralph genommen.
Zu spät entdeckt Melusine, dass Sir Ralph weder wohlhabend ist und noch ihr einen standesgemäßen Lebensstil bieten kann. Die Einladung bei Charley verspricht endlose Amüsements und Scharen von Bewunderern; Melusine bestellt für den Anlass luxuriöse Garderobe und bezahlt diese, indem sie hinter Sir Ralphs Rücken die traditionsreichen Hereford-Eichen, ein uraltes Symbol der Familie, fällen lässt. Dies ist insofern brisant, als eine Mär besagt, dass derjenige Hereford, der die Eichen aufgibt, eines unnatürlichen Todes sterben werde.
Sir Ralph, Melusine und Frederik brechen nach Hastings auf. Auch Mary-Rose reist mit. Melusine hat sie inzwischen in die Stellung einer Kammerfrau gezwungen; Mary-Rose plant allerdings, Hereford zu verlassen und sich ein Auskommen als Gouvernante zu verschaffen, und hat darum ein eifriges Selbststudium begonnen.
Herr auf Schloss Hastings ist der schon erwähnte Charley Carlyle, ein ebenso begehrter wie notorischer Junggeselle. Seine Eltern leben nicht mehr; eine jüngere Schwester Isabel starb unter tragischen Umständen als Kleinkind. Zwei noch lebende Verwandte sind Lady Anne Carlyle und Sir Robert Mount-Severn. Lady Carlyle ist kinderlos, hat aber eine Adoptivtochter, Luise Vane, die sie später auch einmal beerben soll. Mount-Severn hat sein ererbtes Vermögen durchgebracht und gehört Charleys Haushalt an, weil er keine Alternativen hat.
Im Nordflügel von Schloss Hastings, zu dem auch ein Bücherturm gehört, soll es spuken. Die lektürehungrige Mary-Rose erkundet diesen verwaisten Gebäudeteil und lernt Mr. Roy kennen, den eigenbrötlerischen Gelehrten, dem Charley einen unbefristeten Aufenthalt in seiner Bibliothek gestattet hat. Mr. Roy wird Mary-Roses Mentor und ihr väterlicher Freund. Ihm fällt eine seltsame Ähnlichkeit zwischen Mary-Rose und einer Ahnfrau der Carlyle auf, deren Antlitz in einem Holbein-Gemälde festgehalten ist: Lady Bess, der Mörderin von Lord Chandon, der ihr im 16. Jahrhundert die junge Anne Boleyn vorgezogen hatte. Lady Bess soll den Nordflügel des Schlosses seitdem als Gespenst heimsuchen.
Die Jagd beginnt. Melusine erregt Aufsehen, weil sie als Frau teilnimmt. Charley hat ihr ein Pferd und ein Gewehr überlassen. Dann wird Sir Ralph von einer Kugel tödlich getroffen. Melusine, die zu diesem Zeitpunkt bei ihm war, berichtet, er habe den Schuss aus Ungeschicklichkeit selbst abgegeben. Später wird man munkeln, Melusine habe vertuschen wollen, dass Sir Ralph – aus Unglück über seine Ehe – tatsächlich Suizid begangen habe. Da die Kugel eindeutig aus Sir Ralphs eigenem Gewehr stammt und Melusine auf die Richtigkeit ihrer Aussage einen Eid schwört, lässt man die Sache auf sich beruhen.
Als Sir Ralphs einziger Sohn und Erbe wird Frederik Herr auf Hereford. Sofort beginnt dort ein anderer Wind zu wehen. Frederik versteht sich nämlich auf Landwirtschaft und darauf, den von seinem Vater heruntergewirtschafteten Familiensitz wieder profitabel zu machen. Um sein Offizierspatent zu verkaufen, reist Frederik zunächst jedoch einmal nach London. Während seiner Abwesenheit kommt es zwischen Melusine und Mary-Rose zur Eskalation. Mary-Rose weiß, dass Melusine vor der Welt ein schreckliches Geheimnis verbirgt, und sagt ihr das. Erst später werden die Leser erfahren, dass Mary-Rose am Tage der Jagd mit eigenen Augen gesehen hatte, wie Melusine Sir Ralph mit dessen Gewehr erschossen hat. Melusine beschließt, sich ihrer Gegenspielerin zu entledigen, und beauftragt einen Bediensteten, Bob Chester, Mary-Rose in ein Irrenhaus zu bringen. Auf dem Wege dorthin gelingt es Mary-Rose, Chester auf ihre Seite zu ziehen. Er hilft ihr dabei, ihren Suizid durch Ertrinken in einem „Hexenteich“ zu fingieren und bringt sie inkognito zurück nach Hastings, wo Mr. Roy sie nun zwei Jahre lang verbirgt und unterrichtet. Eine Kontaktaufnahme zu Frederik scheut Mary-Rose, da ihm und Charley ein Wissen um die entsetzliche Schande, die Melusine über das Haus gebracht hat, erspart bleiben soll.
Nachdem Melusine bei einem Ausritt in den Fluss stürzt und Charley sie rettet, kommt es zu einer erneuten Annäherung des Paares und bald auch zur Heirat. Doch auch in dieser Ehe wird Melusine nicht froh. Zu schwer lastet auf ihr die Schuld an Mary-Roses Verschwinden und vermeintlichem Tod. Auch wird sie von Geistererscheinungen gepeinigt (im Nordflügel hat sie mehrere unheimliche Begegnungen mit „Lady Bess“ – tatsächlich Mary-Rose, die in Ermangelung anderer Bekleidungsmöglichkeiten gefundene Renaissanceroben trägt). Ein dritter Faktor, der ihr das Leben zur Hölle macht, ist Mount-Severn, der Melusine ebenfalls für Sir Ralphs Mörder hält und sie nun zu erpressen beginnt. Paroli kann Melusine ihm erst bieten, als sie zufällig Dokumente findet, aus denen hervorgeht, dass Charleys Schwester Isabel als Kleinkind keineswegs gestorben ist, sondern überlebt hat und aus dem Wege geräumt wurde, und zwar auf Veranlassung von Mount-Severn, der sich in Geldnot befand und von Isabels „Tod“ profitiert hat, da er nun unmittelbarer Erbe seiner wohlhabenden Schwester war. Ausgeführt hatte die Tat der Arzt des Kindes, Dr. Dexter, ein Freund Mount-Severns; Dexter wollte sich auf diese Weise wieder in den Besitz eines erheblichen Geldbetrages bringen, den Mount-Severn ihm schuldete. Durch weitere Dokumente, in deren Besitz sie ebenfalls zufällig gelangt ist, erfährt Melusine schließlich auch, dass die beiseite geschaffte Isabel und die (wie sie glaubt) inzwischen tote Mary-Rose ein und dieselbe Person sind.
Charley und Frederik kommen Melusine nach und nach auf die Spur. Unter anderem entdecken sie, dass der in der Familiengruft befindliche Sarg der kleinen Isabel tatsächlich gar keine Leiche birgt. Ein Detektiv, Winchester, wird hinzugezogen, die endgültige Aufklärung erfolgt dann jedoch durch Mr. Roy, dem zufällig auch alle von Melusine entdeckten Dokumente in die Hand fallen. Melusine gesteht Mary-Rose ihre Schuld ein und verlässt, nachdem sie sich Charleys Vergebung nicht erlangen kann, Hastings.
Drei Jahre später. Frederik und Isabel alias Mary-Rose haben geheiratet und sind Eltern eines kleinen Sohnes. Während einer Europareise begegnen Charley, Frederik und Isabel in einem Genfer Krankenhaus zufällig Melusine wieder, die sich dort unter dem Namen „Frau Hudson“ als Krankenschwester für ihre hoch ansteckenden Patienten aufopfert und schließlich auch selbst erkrankt. Als sie stirbt, verzeiht Charley ihr und heiratet Luise.

## Entstehungsgeschichte und Kontext
Eine Werbeanzeige des Decker-Verlages für die erst 1902 erfolgte 2. Auflage enthielt den Text: „Ein hochinteressanter Roman, dem eine wahre Begebenheit in den höchsten Berliner Gesellschaftskreisen zu Grunde gelegt ist und dessen Handlung deshalb nach England verlegt wurde.“
Theodor Fontane schrieb etwa zur Zeit des Erscheinens des Romans ein Novellenfragment Melusine und beschäftigte sich auch weiterhin mit dem Stoff, am prominentesten in seinen Roman Der Stechlin (veröffentlicht 1897/1898).

## Rezeption
Wie die Literaturwissenschaftlerin Urszula Bonter aufgewiesen hat, verstößt Adlersfeld-Ballestrem in dem Roman gleich doppelt gegen die klassischen Regeln des Detektivromans, indem sie nicht nur die Täterin ungestraft davonkommen lässt, sondern auch eine Liebesgeschichte (Frederik und Mary-Rose) zum gleichberechtigten Bestandteil des Werkes macht. Dass aus Ehren- und Standesgründen selbst eine überführte Mörderin nicht zur Rechenschaft gezogen wird, hatte bereits ein zeitgenössischer Kritiker beanstandet:

„Abgesehen davon, daß man selbst in der etikettenvollsten Gesellschaft eine Mörderin und Menschenräuberin nicht wie eine Dame behandelt, die sich manches hat zu Schulden kommen lassen, ist es auch schwer glaublich, daß eine solche in der Rolle als Krankenwärterin in einem Spital die passende Sühne findet. Gewaltsame Conflicte müssen auch, wenn nicht gewaltsam, doch drastisch, in einer Katastrophe enden. Ein solches Weib wird meistens den Selbstmord wählen, andernfalls höchstens die Sühne in Gestald der ascetischen Büßerin möglich finden, aber nicht ein blutbeflecktes Leben so elegisch sanft austönen lassen.“

## Ausgaben (Auswahl)
- Lady Melusine. R. v. Decker, Berlin 1878.
- Lady Melusine. Gale Ncco, 2017, ISBN 978-1-375-26842-4.